# Ła-250
Ła-250 Anakonda – radziecki, eksperymentalny myśliwiec będący elementem kompleksu przechwytującego K-15, w którego skład oprócz samolotu wchodziła stacja radiolokacyjna K-15 oraz dwa naprowadzane radiolokacyjnie pociski rakietowe powietrze-powietrze 275. Był to również ostatni samolot zaprojektowany i zbudowany w OKB Ławoczkina.

## Historia

### Geneza
Wraz z rozpoczęciem zimnej wojny Stany Zjednoczone przystąpiły do infiltracji terytorium Związku Radzieckiego. W tym celu wykorzystywano między innymi samoloty zwiadowcze, które wykonywały loty w bezpośrednim sąsiedztwie granic ZSRR (jak również je przekraczały). Do połowy lat 50. XX wieku radzieckie lotnictwo myśliwskie pozostawało praktycznie bezradne w walce z odrzutowymi samolotami zwiadowczymi USA operującymi na bardzo wysokim pułapie. Wraz z pojawieniem się pierwszych naprowadzanych radiolokacyjnie pocisków rakietowych pojawiła się możliwość uzyskania efektywnego uzbrojenia do walki z intruzami.

### Projekt

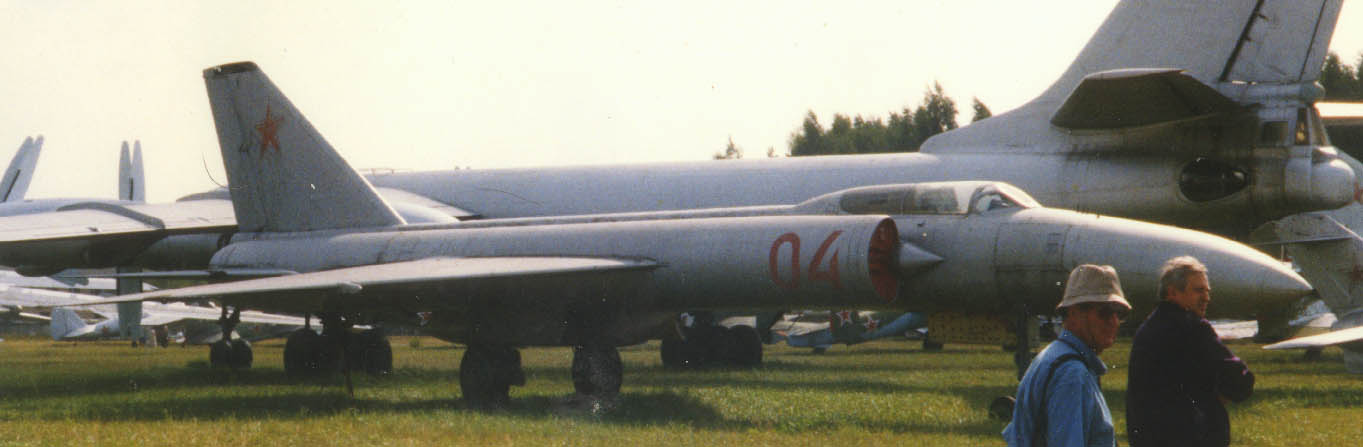
Ła-250 w Centralnym Muzeum Sił Lotniczych Federacji Rosyjskiej

Prace nad nowym kompleksem uzbrojenia, w którego skład miała wchodzić stacja radiolokacyjna oraz samolot nosiciel przeciwlotniczych pocisków rakietowych rozpoczęto w OKB Ławoczkina w 1953 roku. Nowy samolot miał być średniopłatem z trójkątnymi skrzydłami i płytowym usterzeniem, napędzanym dwoma silnikami turboodrzutowymi Klimow WK-9 o ciągu 117,7 kN każdy. Pod kadłubem planowano umieścić jeden za drugim dwa pociski rakietowe „275”, pod skrzydłami zamierzano zainstalować odrzucane po wykorzystaniu dodatkowe zbiorniki paliwa.
Na początku 1955 roku, już w trakcie trwania budowy pierwszego prototypu, okazało się, że dalsze prace nad silnikami WK-9 wstrzymano. W zaistniałej sytuacji zdecydowano się użyć jednostek napędowych o mniejszym ciągu (105,9 kN), silników AL-7F-1. Miały one również mniejsze wymiary i masę w porównaniu do WK-9. Samolot zmodernizowany do użycia AL-7 oznaczono jako „250A". Zmieniono również umiejscowienie pocisków rakietowych; spod kadłuba przeniesiono je pod skrzydła. Pod kadłubem miał się znaleźć nowy zbiornik podwieszany o pojemności 1350 litrów. Opracowano również nowe pociski, „277” z samonaprowadzającą się głowicą i „279”, który miał możliwość przenoszenia głowicy jądrowej i nową stację radiolokacyjną K-15M.
Na początku 1956 roku gotowe były dwa prototypy samolotu. Jeden przeznaczony do prób statycznych, a drugi – do badań w locie. Podobna sytuacja, jak z silnikiem Klimowa, miała również miejsce z silnikami AL-7F-1, które nie były jeszcze w pełni gotowe. W samolocie zamontowano silniki AL-7F.
16 lipca 1956 roku zdecydowano się podjąć próbę oblotu nowej maszyny. Zaraz po starcie samolot zaczął intensywnie kołysać się na boki. Piloci podjęli decyzję o natychmiastowym lądowaniu. Samolot po wylądowaniu nie wyhamował przed końcem pasa i ze złożonym podwoziem zatrzymał się na ziemi. Powodem katastrofy był błąd w układzie sterowania samolotu.
Wiosną 1957 roku ukończono prototyp oznaczony jako „250A-1”, na którym również zainstalowano silniki AL-7F. Prototyp przewieziono koleją do Lotniczego Instytutu Doświadczalnego (Лётно-исследовательский институт имени М. М. Громова) pod Moskwą. Podczas transportu na miejsce wykryto usterkę w samolocie: zniszczeniu uległy śruby na podłużnicach we wnęce podwozia. W Instytucie samolot zmontowano i po kilku próbnych kołowaniach na płycie lotniska, 12 lipca 1957 roku, dokonano oblotu maszyny. Na prototypie nie zamontowano stacji radiolokacyjnej. 28 listopada 1957 roku podczas lądowania doszło do uszkodzenia samolotu. Z powodu słabej widoczności pilot dokonał przyziemienia przed początkiem pasa startowego. W efekcie w maszynie złamało się podwozie, a samolot szorując po ziemi zapalił się. Pilot pomimo zacięcia się osłony kabiny w ostatniej chwili zdołał się uratować i uciec z płonącej maszyny. Efektem wypadku było obniżenie o 6° dziobu (począwszy od kabiny pilota) drugiego budowanego prototypu (250A-2). Drugi prototyp wzniósł się po raz pierwszy w powietrze 30 lipca 1958 roku.
Wybudowano jeszcze dwa inne egzemplarze Ła-250, oznaczone jako 250A-3 i 250A-4. Samoloty oblatano, ale dalszych prób nie kontynuowano. Powodem były niezadowalające osiągi, jakie miał Ła-250. Prędkość rzędu 1080 km/h wobec wymaganej 1610 km/h, pułap 13 300 metrów zamiast 16 100 m. Samolot był za wolny i miał za słabe silniki. Dodatkowo OKB Ławoczkina zaangażowało się mocno w prace projektowe i budowę międzykontynentalnych rakiet, zdecydowanie mniej czasu i środków poświęcając samolotom. Do uzbrojenia wszedł również udany samolot Su-9-51 uzbrojony w cztery rakiety RS-2US. Zbliżał się już także koniec prac nad samolotem Tu-28-80 będącego bezpośrednim konkurentem Ła-250, nie widziano zatem potrzeby kontynuowania dalszych prac i zakończono je definitywnie w połowie 1959 roku.

## Konstrukcja
Ła-250 był wolnonośnym, całkowicie metalowym, dwuosobowym średniopłatem z klasycznym usterzeniem. Kadłub o konstrukcji półskorupowej z dwoma wlotami powietrza po obu jego stronach, tuż za kabiną załogi. Załoga składała się z pilota i operatora stacji radiolokacyjnej, siedzących w układzie tandem. Trójpodporowe podwozie chowane w locie, przednie i główne do wnęk w kadłubie. Z uwagi na dużą masę samolotu opony do Ła-250 musiały być specjalnie zaprojektowane. Były one jednak nietrwałe i podatne na uszkodzenia.

## Uzbrojenie
Samolot miał być uzbrojony w dwie rakiety powietrze-powietrze przenoszone na podskrzydłowych węzłach uzbrojenia. Podstawowa rakieta „275” o długości 5,7 m, rozpiętości 1,55 m i średnicy kadłuba 0,45 m, napędzana była silnikiem na ciekły materiał pędny o ciągu 27,7 kN i czasie pracy 23 sekundy. Masa startowa pocisku wynosiła 600 kg, masa głowicy bojowej 140 kg. Pocisk miał lecieć do celu z prędkością około 3600 km/h. Zasięg pocisku wynosił 27 kilometrów. Do końca 1958 roku dokonano dziewięciu próbnych odpaleń rakiety ze stanowiska naziemnego.